# Cross de l'Ametlla de Merola
El Cross de l'Ametlla de Merola és una cursa que se celebra a l'Ametlla de Merola, un nucli de menys de 200 habitants, situat a la vora del Llobregat, al vessant meridional de la comarca del Berguedà pertanyent al terme municipal de Puig-reig, originalment una colònia industrial tèxtil de l'últim terç del segle xix, amb un conjunt arquitectònic inclòs en l'Inventari del Patrimoni Arquitectònic de Catalunya.
El Cros va néixer l'any 1989, prenent el relleu de la que fins llavors havia estat la prova esportiva de la Festa major, una mena de triatló que feien el jovent de la colònia, nedant pel canal i fent un petit recorregut en bicicleta i corrent pels carrers. Aleshores es va decidir fer una cursa atlètica de 10 quilòmetres. I es va canviar la prova de dia, passant del dilluns de Festa Major al dissabte. A més de la prova de 10 km, hi ha també una prova de 5 km, i des de l'edició del 2002 també una cursa de 1.500 metres. Amb els anys la cursa sènior entrà a formar part de la Copa Catalana de Fons, i més tard a la 'Lliga ChampionChip', produint-se un augment continuat de la participació, essent el salt definitiu l'any 1993, amb el canvi de dia de la cursa que passa del dissabte de Festa Major al diumenge abans de la Festa Major, data que es manté en l'actualitat. Per les curses infantils del Cros hi han passat atletes que amb el temps han esdevingut grans campions, com la navarclina Rosa Morató. El Cros ha anat evolucionant i creixent constantment en participació, però mantenint sempre la mateixa filosofia de cuidar tant l'atleta popular com el d'elit, i mantenint un ambient únic que fa que la cursa sigui diferent de totes les del calendari. El circuit durant els anys ha experimentat retocs, ha mantingut l'estructura inicial. El recorregut és un circuit molt variat, amb trams d'asfalt, terra, gespa, pujades, baixades, una part urbana per l'interior de la colònia, una altra pel mig del bosc de pollancres, corriols i pistes. Aquest circuit és una part molt important de l’èxit de la cursa. El 2013, coincidint amb l’edició número 25 del Cros, es va invertir el sentit del circuit i s'havia mantingut fins aleshores. La pandèmia de la COVID-19 va obligar a suspendre l'edició del 2020 i 2021.
L'any 2018, en la trentena edició del Cros de l'Ametlla de Merola, diversos dels guanyadors de la prova al llarg dels seus 30 anys d'història van descobrir un monòlit commemoratiu, en què es deixa constància dels noms de tots els corredors que figuren al palmarès de la prova. L'encarregat de descobrir el plafó va ser Pol Guillén Duñó, l'atleta que més cops ha guanyat la cursa de 10 quilòmetres, fins a set vegades, en les primeres 30 edicions.